# Codificação queer
A codificação queer (em inglês:  queer coding) é a representação subtextual de um personagem queer na mídia cuja identidade não é explicitamente confirmada no cânone. Esse conceito se refere a um personagem que encapsula o que pode ser considerado "traços queer" (ou estranhos) reconhecíveis para o público, mas nunca são rotulados ou reivindicados pelo criador do conteúdo ou autor da obra. A própria identificação de "características queer" (ou "estranhas") está constantemente em debate nas comunidades queer, mas um exagero no comportamento masculino ou feminino parece estar na vanguarda. Esse conceito é especialmente útil na discussão do retrato da mídia sobre pessoas LGBT e a representação queer como um todo. A codificação queer pode aplicar-se tanto à singularidade queer (por vezes transliterada como ou queeridade) quanto à sexualidade e à narrativa queer, embora seja principalmente usada culturalmente para se aplicar à primeira. É um termo útil não apenas nas discussões sobre a representação LGBTQ+ na mídia, mas na condução de pesquisas acadêmicas envolvendo a teoria queer ou estudos de gênero.

## Impacto
A codificação queer é semelhante ao queerbaiting, pois ambas envolvem tons implícitos de queeridade, mas, diferentemente da conotação negativa de queerbaiting, a codificação queer é um tipo de neutralidade, ela pode ser subliminar ou subentendida. Dito isto, sua neutralidade não exclui seu impacto negativo, como a tendência de os vilões serem codificados estereotipadamente como opostos queers do herói masculino padrão. Alguns membros da comunidade queer argumentaram que a Walt Disney Company atribuiu características e comportamentos queer a personagens vilânicos ou antagônicos. Muitos acreditam que Andreas Deja, um gay e animador de Scar e Jafar, os baseou em si mesmo. No entanto, Andreas realmente baseou Scar em seu dublador Jeremy Irons, em inglês, e na aparição de Jafar por Conrad Veidt, um ator famoso por seus papéis de vilão que era bissexual. Jonathan Freeman, o dublador de Jafar, afirma que sua voz foi inspirada por Vincent Price e Boris Karloff, dois atores famosos por seus papéis vilões.
Os críticos da cultura afirmaram que essa atribuição pode levar a uma associação negativa entre estranheza e comportamento imoral e licencioso. Mesmo que os vilões não tenham sido retratados como "maus" por causa de sua queeritude, a associação entre características estranhas e figuras antiéticas permanece.

## História
A ideia de codificação queer implícita provavelmente decorre dos regulamentos estritos de como os personagens queer podiam ser retratados nos primeiros dias da produção de filmes. Em 1930, o Código Hays foi estabelecido como um padrão para o que era permitido mostrar na tela grande. Segundo o código, não foi permitido aos filmes retratar assuntos "perversos", como a homossexualidade, o que inevitavelmente levou à representação de personagens queer não explícitos. A tendência da inclusão de caracteres queer de maneira sub-textual provavelmente se transformou em retratos modernos de caracteres queer. Comentários sobre o tratamento de personagens LGBT+ no filme são feitos no documentário The Celluloid Closet de 1995, e é um dos primeiros casos em que a ideia de codificação por queer é apresentada ao público.